# Bunnpris
Bunnpris er en kæde af supermarkeder, ejet af selskabet I.K. Lykke AS, med hovedkontor i Trondheim. Den daglige leder er Christian Lykke.
Den første Bunnprisbutik blev etableret i 1981 i Øya i Trondheim.
Per juni 2011 har Bunnpriskæden 216 butikker i Norge. De fleste ligger i Trondheims-regionen, Oslo og Møre.
Bunnpris havde tidligere et indkøbs- og distributionssamarbejde med NorgesGruppen, men gik fra 2012 over til et samarbejde med Rema 1000.
Kløver og Bunnpris er varemærker som ejes af I. K. Lykke AS og sælges i selskabets butikker. Kløver blev første gang registreret i 1916, og har sandsynligvis været i brug i en tid forud for dette.

## Ekspansion
Det kom frem i Dagens Næringsliv 18. mars 2009 at kæden satte sig som mål at mere end fordoble antallet af butikker til 400. Dermed satser supermarkedskæden på en markedsandel på 12,5 % inden 2015. De nye butikker skulle være i størrelsesorden 1.000 m2. I juni 2011 blev det imidlertid klart at dette mål ikke ville blive nået.